# 拉斯特拉斯德库埃利亚尔
拉斯特拉斯德库埃利亚尔，是西班牙卡斯蒂利亚-莱昂塞戈维亚省的一个市镇。 总面积65平方公里，总人口530人（2001年），人口密度8人/平方公里。